# Atlantidrilus vestigium
Atlantidrilus vestigium är en ringmaskart som först beskrevs av Davis 1985.  Atlantidrilus vestigium ingår i släktet Atlantidrilus och familjen glattmaskar. Inga underarter finns listade i Catalogue of Life.